# Glosar de geologie
Prezentul glosar de geologie conține termeni din domeniul structurii Pământului, mineralogie, cristalografie, petrografie, stratigrafie și geofizică.

## A
- abis:

- zonă de mare adâncime a fundului oceanic (sub formă de câmpii abisale, gropi abisale);
- deschizătură adâncă într-un versant muntos (calcaros) căreia nu i se vede fundul.
- abisal - domeniu, proces, produs care privește adâncimile mari ale scoarței terestre (sinonim: plutonic); vezi și: depozit abisale, fosă abisală, regiune abisală.
- ablațiune (sau ablație) - transportare prin acțiunea vânturilor, a apelor sau a ghețarilor, a materialului rezultat în urma dezagregării solului sau a rocilor; vezi și: abluțiune, zonă de ablație.
- abluțiune - eroziune a rocilor de pe fundul bazinelor marine și oceanice provocată de curenții marini de adâncime; vezi și ablațiune.
- abraziune:

- proces de eroziune a țărmurilor din cauza valurilor;
- erodare a scoarței terestre cauzată de vânt sau de curenții de apă (vezi și eroziune).
- abrupt - (despre o formă de relief) cu pantă foarte înclinată, aproape verticală, greu accesibilă, din cauza tectonicii sau a eroziunii diferențiale.

- abrupt continental - vezi taluz continental.

- absarokit - varietate de bazalt în care coexistă sanidina, labradoritul și olivina.
- acantit - vezi argentit.
- acaustobiolit - rocă sedimentară de origine organică, necombustibilă.
- accidental - caracterul unui constituent provenit din infrastructura aparatului vulcanic, care apare întâmplător, fără legătură cu procesele petrogenetice specifice.
- accident de teren - neregularitate a solului într-o anumită zonă.
- ac de loess:

- formă de relief apărută în loess în urma eroziunii torențiale;
- stâncă înaltă, cu aspect de stâlp ascuțit, formată prin dezagregări în urma înghețului.
- aclinic - (despre zone, regiuni etc.) în care acul magnetic nu este influențat.
- acmolit - formă de zăcământ a rocilor magmatice intruzive.
- acreție - zonă unde are loc formarea de crustă oceanică, prin extensia crustei terestre, a riflurilor.
- acrobatolit - batolit în fază incipientă.
- actinolit - piatră strălucitoare de culoare verde, cu cristale alungite radiale, varietate de amfibol.
- actinot - silicat natural hidratat de calciu, magneziu și fier, din grupa amfibolilor, de culoare verde-măslinie, cu cristale alungite, care se găsește frecvent în șisturile cristaline.
- activitate vulcanică - totalitatea proceselor geologice legate de erupțiile vulcanice; sinonim: vulcanism.
- activ, vulcan ~ - vulcan care emite, continuu sau periodic, material magmatic.
- actualism - principiu metodologic de cercetare și interpretare a istoriei Pământului pe baza comparării fenomenelor geologice din trecut cu cele actuale; uniformitarism.
- acumulare - proces de depunere, de obicei pe baza versanților, a materialelor prin acțiunea agenților externi, transportate de ape, vânturi, ghețari etc.; forme de acumulare: luncile, terasele, deltele, morenele, dunele etc.
- acvamarin - varietate limpede de beril, albastră sau verde-deschis, folosită ca piatră prețioasă.
- acvifer - depozit de roci permeabile, care înamagazinează mari cantități de apă și permite mișcarea acesteia.
- acvifer liber -  (sau acvifer freatic) acvifer aflat la adâncime mai mică și care se încarcă direct cu apa din precipitații sau din râuri sau lacuri.
- acvifer captiv - acvifer aflat sub cel liber, fiind despărțit de acesta printr-un strat impermeabil sau semi-impermeabil.
- acvitanian - ultimul etaj al oligocenului, considerat și primul etaj al miocenului.
- adaptare - calitate a unor forme de relief de a-și corela direcțiile de dezvoltare cu cele ale structurii geologice.
- adâncime - (în geomorfologie) distanța pe verticală a bazei unei forme negative (vale, lac, mare etc.) față de un plan superior de referință (nivelul mării, nivelul unui podiș etc).
- adular - varietate de ortoclaz, transparentă, incoloră, cu reflexe argintii.
- adventiv, con ~ - con de lavă sau de tuf pe flancuri, pe traseul fisurilor radiare sau la baza conului principal; de obicei, mai mic decât acesta (sinonime: con parazit, con lateral).
- adventiv, crater ~ - crater vulcanic secundar de dimensiuni mici, pe flancurile sau la baza conului, deci având altă deschidere decât craterul principal (sinonime: crater parazit, crater lateral).
- aerogeologie - culegere de informații geologice cu avionul; ansamblu de informații geologice culese din avion.
- aerolit - meteorit cu aspect de piatră, format mai ales din silicați, care cade pe Pământ.
- aeromagnetometrie - metodă de măsurare din avion a prospecțiunilor magnetice terestre cu ajutorul aeromagnetometrului.
- aeromagnetometru - aparat folosit în aeromagnetometrie.
- afanit - rocă cu granule fine, cu o contextură compactă.
- afanitică, structură ~ - structură holocristalină a rocilor magmatice, în care constituenții nu pot fi distinși cu ochiul liber.
- afirică, structură ~ - termen utilizat pentru desemnarea structurii unei roci în care se disting două generații ale aceluiași mineral, dar fără fenocristale.
- afloriment -  intersecția unei formațiuni geologice cu suprafața terenului, loc unde rocile sau mineralele unui zăcământ din subsol apar la suprafața scoarței terestre (ca urmare a eroziunii sau a descoperirii întâmplătoare) și în care se poate observa alcătuirea geologică; sinonime: deschidere geologică, deschidere de strat.
- agat - varietate cristalină de silice, foarte dură, de diferite culori, cu benzi paralele de calcedonie, cuarț și ametist, divers colorate, folosită ca piatră semiprețioasă sau în mecanica fină.
- agent endogen - forță care acționează din interiorul Pământului asupra scoarței, creând mișcări orogenetice, epirogenetice etc. și care constituie un element activ de modelare a reliefului (sinonim: agent intern; vezi și agent geomorfic).
- agent exogen - agent care modelează suprafața scoarței terestre, având sursa de energie (radiația solară, atracția universală) în afara acesteia (sinonim: agent extern; vezi și agent geomorfic).
- agent extern - vezi agent exogen.
- agent geomorfic - forțe tectonice, fizice, chimice, mecanice sau biotice care acționeaza asupra scoarței terestre, modificându-i suprafața și creând noi forme de relief (vezi și agent endogen, agent exogen).
- agent intern - vezi agent endogen.
- agestru - vezi con de dejecție.
- aglomerat - rocă piroclastică alcătuită din particule mari, de stratificație grosieră, proiectate la distanțe variabile în jurul centrului de erupție.

- aglomerat vulcanic - rocă formată prin cimentarea unor fragmente de dimensiuni variate, colțuroase și rotunjite, rezultate din exploziile vulcanice.

- agonă - linie care unește punctele de pe glob cu declinație magnetică zero; sinonim: curbă agonică.
- agpaită - rocă sienitică alcalină, în care predomină sodiul și potasiul.
- agradare - proces de înălțare a albiei unui râu prin depuneri de aluviuni; ridicare a suprafeței reliefului prin depuneri de materiale noi.
- agregat:

- asociere de roci cristaline unite prin simplă alăturare, fără ciment sau alt liant;
- component elementar al structurii solului, rezultat prin lipirea particulelor primare din sol.
- agregat mineral - formațiune minerală naturală, alcătuită din elemente diverse.

- aisberg - ghețar desprins din calotele glaciare polare, care plutește pe oceane spre zona caldă, influențând clima regiunilor învecinate și stingherind navigația; altă scriere: iceberg, sinonime: bloc de gheață, ghețar plutitor.
- akermanit - silicat de calciu și de magneziu natural.
- alabandină - sulfură naturală de mangan, care se prezintă ca o masă compactă negricioasă, cu luciu metalic.
- alabastru - rocă sedimentară, varietate de ghips cu aspect de marmură albă străbătută de vine transparente, folosită la fabricarea unor obiecte ornamentale.
- alait - mineral rar, de culoare roșie, care se găsește în Asia Centrală.
- alaskită - varietate hololeucocrată de granit alcalin constituita din ortoză, microclin și cuarț.
- albit - silicat natural, de culoare albă, cenușie, verzuie, cu luciu sidefos sau sticlos, folosit în industria ceramicii fine.
- alcalin

- (despre magmă și roci magmatice) caracterizate prin conținut mare în alcalii în raport cu dioxidul de siliciu;
- (despre soluri) cu conținut mare de săruri de sodiu și cu reacție puternic alcalină.
- alcătuire morfologică - complex de forme de relief dintr-o anumită regiune.
- aleurit - rocă sedimentară detritică amorfă, formată din fragmente de minerale și roci de dimensiuni foarte mici.
- aleurolit - rocă sedimentară aleuritică, compactă.
- alexandrit - varietate de crisoberil.
- alit - tip de rocă bogată în oxid de aluminiu.
- almandin - granat alumino-feros, de culoare roșie, brună sau neagră, dur, folosit ca piatră semiprețioasă și ca abraziv.
- alocromatism:

- proprietate a cristalelor de a prezenta culori diferite în funcție de natura incluziunilor colorate pe care le conțin;
- proprietate a cristalelor de a prezenta fotoconductibilitate datorită impurităților conținute sau iradierii prealabile.
- alohton - (despre formațiuni geologice) care a suferit deplasări față de locul inițial de formare și se deosebește de straturile pe care le acoperă.
- alotriomorf - (despre minerale) care nu are formă proprie, luând forma cavității în care se află.
- alotriomorfism - proprietate a mineralelor de a lua forma cavității în care se află.
- alterare - transformare chimică, totală sau parțială, a mineralelor dintr-o rocă, determinând modificarea proprietăților fizice și mecanice ale acesteia; vezi și zonă de alterare.
- alterite - vezi zonă de alterare.
- altiplanație - vezi crioplanație.
- aluminifer - care conține aluminiu.
- alumosilicat - sare naturală a acizilor silicici, în a cărei moleculă o parte din ionii de siliciu sînt înlocuiți de cei de aluminiu; exemple: feldspații și mica.
- alunecare de teren - deplasarea unei mase de roci pe o suprafață înclinată, care este umectată puternic și plastică, alcătuită de regulă din argile și marne.
- aluviune - material alcătuit din nisip, mâl, pietriș, transportat și depus de ape curgătoare.
- alveolă - scobitură cvasicirculară generată de coroziune, atunci când vântul este perpendicular față de abrupt.

- alveolă eoliană - mică excavație produsă de vânt în rocile tari (din regiunile deșertice).

- amazonit - varietate verde de feldspat microclin, folosită ca piatră semiprețioasă.
- ambră galbenă - vezi chihlimbar.
- ametist -varietate de cuarț, de culoare violetă datorită prezenței ionilor de mangan, folosită ca piatră semiprețioasă.
- amfiboli - grup de minerale, componente principale ale rocilor magnetice, reprezentînd silicați hidratați de magneziu, fier, aluminiu, calciu sau sodiu, foarte răspândite în rocile eruptive și în șisturile cristaline.
- amfibolit - rocă metamorfică, alcătuită în cea mai mare parte din amfiboli.
- amfiteatru - configurație a unor terenuri muntoase sau deluroase în etaje circulare.

- amfiteatru morenic - complex de materiale morenice, depozitate în cercuri concentrice în jurul unui ghețar.

- amigdală - cavitate veziculară de formă neregulată, de mici dimensiuni, întâlnită frecvent în rocile vulcanice bazice.
- amigdaloid - rocă eruptivă a cărei masă conține substanțe de origini diferite în formă de migdale.
- amorf - (despre substanțe) care nu prezintă o structură cristalină, regulată.
- amorfie - lipsă totală de ordine în aranjarea spațială a atomilor în materia solidă.
- anadinal - (despre pante de teren, falii etc.) care este înclinat în sens contrar sensului de înclinare a straturilor.
- analiză granulometrică - determinarea, prin măsurători, a tipurilor (mărimilor) de granule ce compun aluviunile și a procentului acestora după dimensiuni.
- anamorfism - formarea de minerale noi, cu o compoziție mai complicată și cu densitate moleculară mai mare, din altele mai simple și cu densitate mai mică.
- anaseism - undă seismică a cărei primă deplasare se produce dinspre epicentru spre exteriorul regiunii respective.
- anatexie - transformare a rocilor din zonele adânci de peste 30 km ale scoarței Pământului în mase compacte de gresie și granit.
- anauxit - mineral cristalizat, de culoare albă, cu luciu sidefiu.
- ancherit - carbonat natural de calciu, magneziu și fier, cenușiu sau gălbui-brun, utilizat ca minereu de fier.
- andaluzit - silicat natural de aluminiu, cristalizat rombic, cenușiu-roz sau brun, folosit în industria materialelor refractare.
- andezin - mineral din familia plagiocla-zilor, alcătuit din silicat de sodiu și de calciu.
- andezit - rocă magmatică efuzivă de culoare cafenie-cenușie până la neagră; în România este cea mai răspândită rocă din lanțul neoeruptiv Căliman-Gurghiu-Harghita; este folosită în construcții și la pietruirea drumurilor.
- andradit - varietate de granat incolor sau brun, verde, negru, translucid, cu luciu gras sau rășinos.
- anemogen - (despre procese fizico-geologice) datorat acțiunii vântului; eolian.
- anizostazie - absență a izostaziei într-o anumită regiune geografică.
- ankerit - carbonat dublu de calciu și fier.
- anomalie geochimică - deviație a conținutului în elemente chimice al unei porțiuni de teren față de fondul general al regiunii sau al scoarței terestre.
- anomalie geofizică - deviație a caracteristicilor geofizice, evidențiată prin măsurători pe o anumită suprafață, în raport cu fondul general al regiunii sau scoarței Pământului.
- anomalie magnetică - deviație a câmpului magnetic Pământului de la valorile normale.
- anortit - feldspat plagioclaz de calciu, cu aspect cenușiu, sticlos, întâlnit în rocile eruptive bazice și în unele șisturi cristaline.
- ansă:

- golf mic, rotunjit, format pe un sinclinal perpendicular pe țărm;
- retragere a malului unui râu din cauza eroziunii.
- antecedent - (despre văi) care s-a constituit înaintea unei deformări tectonice.
- antecedență - fenomen prin care un curs de apă își păstrează traseul său, indiferent de deformările provocate de fenomenele tectonice.
- antecliză - platformă caracterizată printr-o ridicare a fundamentului cristalin, care provoacă o boltire a învelișului de roci sedimentare.
- anticentru  - loc de pe suprafața Pământului, diametral opus epicentrului unui cutremur.
- anticlinal - cută cu convexitatea în sus (boltită) a scoarței terestre; vezi și sinclinal.
- anticlinoriu - grupare de mai multe anticlinale, având zona centrală mai ridicată.
- antimonit - vezi stibnit.
- antistres - acțiune opusă stresului, în cadrul metamorfismului, care are ca rezultat formarea unor minerale noi sub influența presiunii litostatice.
- antracit - cărbune de pământ de calitate superioară, de culoare neagră, lucioasă, având în compoziția sa un procent mare de carbon, fiind un prețios combustibil, caracterizat prin arderea lentă, fără fum.
- antropic - fenomen datorat acțiunii omului asupra mediului înconjurător.
- aparat vulcanic - structură geologică, în formă de con, rezultată în urma răcirii și întăririi lavei provenite de la o erupție vulcanică.
- apatit(ă) - fosfat natural de calciu, întâlnit ca mineral accesoriu în special în rocile magmatice, care se prezintă sub formă de mase granulare compacte, fin cristalizate, și care se folosește la fabricarea îngrășămintelor minerale, la extragerea fosforului sau ca liant ceramic pentru abrazivi.
- apă de suprafață - apa care curge sau care stagnează la suprafața solului.
- apă de zăcământ - apă care satureaza parțial rocile din zona zăcămintelor de hidrocarburi și, total, rocile din zona acviferă a unui zăcământ de țiței, cu care este singenetică.
- apă fosilă - apa inclusă în rocile sedimentare în momentul depunerii sedimentelor, precum si ulterior, in timpul consolidării acestui tip de roci.
- apă freatică - apa care formează prima pânză permanentă de apă subterană și care se poate găsi la adâncimi diferite.
- apă interstițială - apa care este reținută în spațiile situate între particulele solide.
- apă juvenilă - apa formată în strate permeabile, prin condensarea subterană a vaporilor proveniți din magmă.
- apă minerală - apă care are o concentrație de săruri, gaze și substanțe radioactive mai mare decât apa obișnuită și care îi conferă proprietăți terapeutice.
- apă salmastră - apă marină, având conținutul de săruri intermediar între apă dulce și apă sărată.
- apă termală - apă subterană, cu o temperatură mai ridicată decât media celei mai calde luni a anului.
- ape continentale - parte a hidrosferei care, pe parcursul ciclului apei, se deplasează sau stagnează pe continente (ape stătătoare, curgatoare, de șiroire, de infiltrație, subterane).
- ape subterane - ape care circulă prin mediul poros-permeabil din scoarța Pământului, formând strate acvifere (vezi și apă freatică).
- aplatizare - proces natural prin care prundișurile de formă sferoidală capătă o formă plată; exemplu: aplatizarea unei movile.
- aplit - rocă eruptivă cu aspect granular fin, de culoare deschisă (având în compoziție cuarț și feldspat).
- apofilit - mineral din grupul zooliților, care se găsește în cavitățile rocilor efuzive de tipul bazalturilor.
- apofiză - ramificație de formă tubulară sau cilindrică a filoanelor, zăcămintelor, corpurilor eruptive etc., care pătrunde în rocile înconjurătoare.
- apomagmatic - (despre agregate cristaline sau amorfe) care se formează în crăpăturile scoarței terestre din soluții reziduale magmatice.
- aragonit(ă) - carbonat natural de calciu cristalizat, de culoare alb-gălbuie, violetă sau cenușie, cu luciu sticlos, constituind masa principală a perlelor, care formează stratul de sidef al cochiliilor moluștelor, fiind utilizat la confecționarea unor obiecte ornamentale.
- arborizație - desen natural în unele minerale, reprezentând ramuri de arbori.
- arcoză - gresie foarte bogată în feldspați, formată prin dezagregarea și sedimentarea rapidă a graniturilor și gnaisurilor, folosită, uneori, ca piatră de moară, pentru construcția de șemineuri etc.
- arc vulcanic - regiune alungită, ușor arcuită, constituită din vulcani activi sau din produse ale unor vulcani vechi, care se poate dezvolta continental sau în cadrul unui lanț insular.
- ardezie - gresie argiloasă sau argilă cu granule fine, de culoare neagră-cenușie, care se poate desface ușor în foi subțiri, utilizate la acoperirea caselor, ca dale pentru pardoseli, la confecționarea meselor de biliard și, în trecut, a tăblițelor de scris.
- arecifă - crustă lateritică dură, asemănătoare unei zguri, cimentată de hidroxidul de fier, ce apare în solurile de savană.
- areic - (despre sol) care este lipsit de rețea hidrografică permanentă; arid, secetos.
- arenaceu - (despre roci) care s-a format din nisipuri; (despre pământ) care are consistența nisipului; nisipos.
- arenarie - carieră de nisip.
- arenă - sediment continental neconsolidat, provenit prin acumularea materialelor de dezagregare a rocilor granitice și gnaisice.
- arenizare - transformare în nisip a rocilor cristaline.
- areolar - (despre eroziuni) care acționează lateral.
- argentifer - (despre zăcăminte, minerale etc.) care conține (mult) argint; argintos.
- argentit - minereu de argint care cristalizează în sistemul rombic sau cubic, în cristale cenușii, cu luciu metalic și care constituie principalul minereu de argint; sinonime: acantit, argirit, argiroză.
- argilă - rocă sedimentară pelitică, constituită dintr-un complex de minerale argiloase asociat cu minerale de importanță secundară (cuarț, feldspați, gips, carbonați) și cu diverse substanțe organice (humus, bitumen).

- argilă roșie abisală - rocă sedimentară care se găsește la adâncimi de peste 8 000 m în mări și în oceane și provine din descompunerea rocilor efuzive submarine și din material terigen adus de apele curgătoare din denudația continentală.

- argilit - rocă rezultată din deshidratarea și recristalizarea argilei.
- argilizare - formare de minerale argiloase prin alterarea silicaților.
- argilolit - tuf vulcanic provenit din riolite și din porfire conținând cuarț.
- argilotrof - (despre terenuri) care conține mari cantități de argilă în suspensie.
- argirit sau argiroză - vezi argentit.
- arierplajă - porțiune de plajă dintre linia atinsă de apele cele mai mari și baza falezei.
- armstrongit - mineral rar, de culoare maro-deschis, cu aspect mătăsos, din familia compușilor zirconiului, descoperit recent în sudul deșertului Gobi, denumit astfel în cinstea lui Neil Armstrong.
- arsenifer - (despre terenuri, minerale) care conține arsen.
- arsenolit - anhidridă arsenioasă naturală.
- artinskian - etaj al permianului inferior de facies marin, din platforma rusă, corespunzător autunianului.
- arsenopirită  - minereu din care se obține arsen, prin încălzire în absența aerului; altă denumire: mispichel.
- aseismicitate - absență a fenomenelor seismice într-o zonă geografică.
- asfaltit - amestec natural de bitum și materii organice.
- asimilație magmatică - interacțiune a unei magme cu rocile înconjurătoare, care are ca rezultat formarea unor roci eruptive hibride.
- astenosferă -  zonă în interiorul mantiei terestre, aflată între 100-250 km și care permite mișcări lente ale plăcilor litosferei.
- asterism - proprietate a unor minerale de a prezenta, în masa lor, cercuri luminoase în lumina reflectată prin ele în diferite direcții.
- astrogeologie - geologie a aștrilor.
- aterisament - depozit de aluviuni transportate de ape.
- atermal - care se referă la apele minerale reci.
- atmofil - care intră în compoziția atmosferei terestre.
- atmosferizare - dizolvarea sau descompunerea rocilor sub influența agenților atmosferici.
- atrium - culoar care înconjoară un con vulcanic secundar care se deschide craterul unui vulcan mai vechi.
- attică, fază ~ - fază tectogenetică în miocenul superior în bazinul Parathetys, care a avut drept efect separarea ariei centrale a acestuia de cea estică.
- augit - piroxen monoclinic aluminos de culoare brun-verzuie, translucid, important constituent al rocilor magmatice efuzive bazice, varietățile alterate fiind utilizate în industria coloranților.
- aureolă mofetică - suprafața din jurul unui masiv de roci vulcanice unde au loc manifestări postvulcanice, de regulă activități mofetice și de mineralizare a apelor subterane.
- aur liber - aur în stare neprelucrată, provenit din filoane compacte.
- austrică, fază ~ - etapă tectogenetică a ciclului geotectonic alpin, care s-a petrecut spre sfârșitul cretacicului, ducând (pe teritoriul României) la formarea primelor generații de structuri tectonice în Carpați.
- autigen - care este format odată cu roca în componența căreia se află.
- autohton:

- formație geologică care se găsește în locul unde s-a format și peste care au fost împinse (de mișcările tectonice) roci (mai vechi) din regiunile învecinate;
- (despre zăcăminte de cărbuni) care s-a format pe locul de origine al plantelor din care provine.
- autolit - rocă magmatică înglobată în altă rocă, împreună provenind din aceeași magmă (inițială).
- autometamorfism - proces de transformare a rocilor eruptive consolidate sub influența soluțiilor fierbinți, provenite din propria lor magmă.
- autunit - mineral, fosfat de uraniu.
- avanfosă - depresiune alungită, relativ îngustă, a scoarței terestre, situată la limita dintre un lanț muntos cutat și o platformă.
- aven(ă) - peșteră verticală, puț natural, format prin prăbușiri sau datorită circulației pe vertical a apei în masivele calcaroase.
- aventurin - varietate de cuarț cu numeroase foițe de mică galbene sau verzui, care reflectă puternic lumina.
- axă de ridicare - linie a (direcției) după care s-a făcut ridicarea unui șir de munți.
- azurit - carbonat bazic natural de cupru, cristalizat, de culoare albastră, întrebuințat ca piatră de ornament, minereu de cupru și, pulverizat, ca materie colorantă.

## B
- badlands:

- teren cu nenumărate ravene și ogașe, dispuse unele lângă altele, care degradează puternic solul, roca de tip argilos apărând în general la suprafață;
- teren argilos degradat de ape torențiale, cu văi lipsite de vegetație, caracteristic regiunilor (semi)aride.
- bahadá - câmpie de acumulare formată pe fundul depresiunilor din regiunile aride și semiaride.
- baie - golf mic, în lungul țărmurilor lacustre și marine.
- balastieră - carieră (aluvială) de nisip sau de pietriș.
- balneogeologie - studiul relațiilor dintre apele minerale și structura geologică de care aparțin.
- banatit - rocă eruptivă, cu structură granitică, formată la sfârșitul cretacicului în Banat și în Munții Apuseni, care se utilizează ca material de construcție.
- banchetă litorală - platformă de abraziune foarte îngustă care se formează la piciorul unei faleze stâncoase în timpul fluxului sau al furtunilor.
- barieră coraligenă - vezi recif.
- barisferă - partea centrală a Globului pământesc, cu raza de 3500 km și densitatea foarte mare, care se consideră a fi alcătuită din nichel și fier; sinonim: centrosferă.
- barită - vezi baritină.
- baritifer - (despre minereuri) care conține barită.
- baritină - sulfat natural de bariu, folosit în tehnologia forajelor, la prepararea sărurilor de bariu, a unor coloranți, a hârtiei etc.; altă denumire: barită.
- barranco - totalitatea văilor formate de ape pe flancurile unui con vulcanic din materii de extruziune slab cimentate.
- batolit - rocă în formă de masiv, care a luat naștere prin răcirea și consolidarea magmei în interiorul scoarței terestre.
- bauxit(ă) - minereu alcătuit din hidroxizi de aluminiu, limonit, cuarț, opal etc, de culoare roșie-brună, mai rar, albă-gălbuie sau neagră, folosit ca materie primă pentru obținerea aluminiului, la fabricarea materialelor refractare, a abrazivelor etc.
- bazin:

- excavațiune de dimensiuni variabile a scoarței terestre, caracterizată printr-o anumită structură geologică, morfologică și tectonică;
- regiune în care s-au acumulat anumite depozite sedimentare, bogate în zăcăminte; exemplu: bazin carbonifer.
- bazin artezian - zonă depresionară, în care dispunerea concavă a stratelor biologice face ca stratul acvifer, interceptat de foraje, sa aibă un caracter artezian.
- bazin de acumulare - zonă depresionară, acoperită cu apă sau uscată, în care se acumulează depozite detritice, produse de precipitare sau resturi organice.
- bazalt - rocă magmatică efuzivă bazică de culoare cenusie închisă spre neagră, uneori brun-cenușie.
- becquerelit - mineral radioactiv de uraniu.
- bentogen - (despre sedimente marine) de origine organică.
- bentonit(ă) - rocă sedimentară argiloasă, alcătuită din silicat de aluminiu hidratat, coloidal, cu proprietăți absorbante, folosită ca decolorant, dezodorizant, la purificarea uleiurilor etc.
- berbeci glaciari - stânci rotunjite sub acțiunea ghețarilor, de forma unei spinări de berbeci.
- beril - silicat natural de beriliu și aluminiu, sub formă de cristale prismatice, incolore sau divers colorate, folosit ca piatră semiprețioasă, la prepararea unor aliaje speciale etc.
- biogen - (despre roci) care rezultă din sedimentarea țesuturilor vii.
- biolit - rocă organogenă; sinonim: organolit.
- biostazie - fază de stabilitate în evoluția reliefului datorată absenței eroziunii, în condițiile existenței unui strat permanent de vegetație.
- biostratigrafie - știință care se ocupă cu studiul răspândirii și al succesiunii organismelor de-a lungul erelor geologice.
- biotit - mică de culoare verde-brună sau neagră.
- bismutină - sulfura naturală de bismut, de culoare albă-cenușie, care constituie principalul minereu de bismut.
- bismutit - mineral care conține bismut.
- bistratificat - (despre soluri, minerale) care este format din două straturi diferite ca vârstă, natură, textură etc.
- bitumine - materii din scoarța terestră constituite din hidrocarburi și din diferite alte substanțe organice.
  - bitumine gazoase - gaze naturale.
  - bitumine lichide - petrol.
- bituminit - varietate de asfalt.
- bituminizare - proces natural de formare a unor hidrocarburi (bitumine) prin transformarea lentă, în absența aerului, a nămolului rezultat din descompunerea organismelor animale și vegetale pe fundul mărilor.
- blendă - sulfură naturală de zinc, care cristalizează în sistemul cubic, insolubilă în apă, solubilă în acizi tari, de culoare gălbuie, brună sau neagră, când este impurificată cu alte sulfuri, fiind principalul minereu de zinc (utilizat la obținerea acestuia); sinonim: sfalerit.
- bloc continental - sector al scoarței terestre de mari dimensiuni, înconjurat de depresiuni oceanice sau marine de mare adâncime.
- bloc de gheață - vezi aisberg.
- bloc eratic - fragment de rocă dură, de mare volum, transportată de ghețari la mari distanțe și depus în regiuni cu altă constituție petrografică.
- boehmit - monohidrat natural de aluminiu.
- boghead - huilă specială din care se pot extrage hidrocarburi lichide.
- bolovan - bucată mare (dimensiuni cuprinse între 71…160 mm) dintr-o materie solidă (piatră, pământ etc., de obicei rocă sedimentară dendritică), având marginile rotunjite sub acțiunea factorilor meteorologici.
- bolson - regiune joasă a unui deșert montan, acoperită cu roci detritice și mărginită de stânci abrupte, specifică mai ales regiunilor deșertice din SUA și Mexic.
- bombă vulcanică - bucată de lavă aruncată în aer din crater și rotunjită prin învârtirea în atmosferă.
- bornit - sulfură naturală de cupru și fier, de culoare roșiatică sau albăstruie-verde, care se găsește în filoane hidrotermale, în zona de cimentație a cuprului, fiind folosită pentru extracția acestuia,
- boracit - compus natural al borului, cristalin, incolor sau ușor albăstrui, care apare în saline împreună cu săruri de potasiu și de magneziu, deasupra masivelor de sare.
- bosă - ridicătură naturală (a unui teren, a unei roci etc).
- bradiseismic - care se referă la fenomenul de oscilație lentă a scoarței terestre în regiunile vulcanice.
- brahianticlinal - anticlinal elipsoidal, scurt, cu axul scufundat la ambele capete, care în relief poate da o colină sau un deal.
- brahisinclinal - sinclinal elipsoidal scurt, cu axul ridicat la ambele capete.
- braunit - oxid de mangan cu luciu semimetalic, constituind un important minereu de mangan.
- brecie - rocă sedimentară, formată din cimentarea unor fragmente colțuroase din alte roci, diferite ca origine.
- bronzit - varietate de piroxen și oxid de fier, de culoare brună-gălbuie, cu luciu sticlos, asemănătoare cu bronzul.
- butonieră - depresiune excavată prin eroziune în zona centrală a unui dom, mărginită de creste situate față în față și închisă la un capăt în formă de potcoavă.

## C
- cadmifer - (despre roci) care conține cadmiu.
- cala(nco) - golf mic format prin înecarea ravenelor sau a văilor torențiale, dar mai ales a dolinelor.
- calcantit - sulfat natural hidratat de cupru, albastru, sticlos, solubil în apă, frecvent în zona de oxidare a zăcămintelor cuprifere; piatră vânătă.
- calcar - rocă sedimentară sau biogenă alcătuiră din carbonat de calciu, ușor solubilă în apă și care stă la baza proceselor carstice, soldate cu apariția peșterilor și a altor cavități geologice.
- calcaros - (despre terenuri, roci, materiale de construcție etc.) care conține sau care este format din calcar.
- calcedonie - varietate criptocristalină sau fibroasă de cuarț, translucidă, dură, divers colorată, utilizată ca piatră semiprețioasă, la confecționarea unor obiecte de artă, ca abraziv etc.
- calcifer - (despre roci) care conține calciu.
- calcificare (sau calcifiere) - depunere a carbonatului de calciu pe fisurile rocilor.
- calcit - carbonat de calciu natural, cristalizat în sistemul romboedric, transparent, incolor sau divers colorat, cu luciu sticlos, care alcătuiește calcarul, marmura, unele filoane hidrotermale etc. și care este folosit în industria optică sau la fabricarea varului, a cimentului etc.
- calcografie - metodă microscopică de studiu al unei secțiuni lustruite a mineralelor metalifere opace, cu ajutorul luminii reflectate.
- calcopirită - minereu de cupru, format din sulfura dublă de cupru și de fier cristalizată în sistemul tetragonal, de culoare galbenă-verzuie sau verde-negricioasă, frecventă în filoanele hidrotermale, care este folosită la extragerea cuprului și la obținerea acidului sulfuric.
- calcozină - sulfură naturală de cupru monovalent, cristalizată în sistemul cubic, cu luciu metalic, de culoare cenușie-albăstruie, care se găsește în filoanele hidrotermale și în zonele lor de alterație.
- calcosferă - strat geologic între litosferă și barisferă, caracterizat prin concentrarea sulfurii de fier și a elementelor cu afinitate pentru sulf.
- caldeiră - depresiune vulcanică, de mari dimensiuni, rezultată din distrugerea parțială a unui aparat vulcanic din care s-a conservat doar partea marginală; are forma unei căldări, înconjurată de o zonă cu relief mai ridicat.
- caledonian - etajul inferior al devonianului; vezi și: orogeneză caledoniană.
- calișă - formație geologică în formă de crustă albicioasă dură, compusă din carbonat de calciu și aflată în solul din sud-vestul Statelor Unite.
- calomel - mineral alcătuit în special din clorură mercuroasă.
- calotă glaciară - masă de gheață care acoperă porțiuni mari în regiunile polare sau părțile superioare ale munților înalți.
- cambisoluri - clasă de soluri reprezentative pentru zona montană inferioară (cuprinde soluri brune eumezobazice și brune acide).
- cameră magmatică - bazin magmatic.
- caneluri de eroziune - urme lăsate de un curent acvatic în patul său lutitic.
- caolin - argilă cu grad mare de puritate, utilizată în industria ceramicii fine.
- caolinit - silicat natural de aluminiu hidratat, component principal al caolinului și al altor argile, alb, mat, uneori ușor colorat, utilizat în industria ceramicii, la smălțuiri, la obținerea șamotei etc.
- caolinizare - proces geologic de transformare a unor roci în caolin.
- carbonatic - (despre soluri, roci) care conține carbonați.
- carbonifer - (despre terenuri, roci, regiuni) care conține zăcăminte de cărbune.
- carbonificare - proces de formare a cărbunilor naturali, prin ardere lentă, în lipsa oxigenului.
- carboniform - cu aspect de cărbune.
- carbuncul - piatră semiprețioasă de un roșu strălucitor ca al cărbunelui aprins.
- carenă - proeminență foarte alungită în roca unei galerii sau peșteri calcaroase, dispusă între două aliniamente de fisuri ori diaclaze corodate de apă.
- carnotit - vanadat hidratat de uraniu și potasiu care există în natură ca mineral radioactiv, de culoare galbenă-verzuie pînă la verde-închis, cristalin, care este folosit în foraje petroliere.
- carotare (sau carotaj):

- prelevare a unei carote din teren;
- operație de determinare prin foraj a structurii straturilor scoarței terestre, bazată pe analiza carotelor sau pe măsurarea mărimilor fizice caracteristice ale rocilor străbătute.
- carst:

- eroziune și dizolvare a calcarelor, ghipsurilor și sării, provocate de apele subterane sau de suprafață, care sînt însoțite de formare de pâlnii, peșteri, râuri subterane etc.;
- totalitatea formelor de relief formate din dizolvarea si eroziunea calcarelor și gipsurilor de către apă.
- carstică, regiune ~ - regiune cu carst foarte dezvoltat.
- carstificare - proces complex de dizolvare a rocilor solubile, de transport, de depunere sau de precipitare a materialelor de către apele subterane sau de suprafață.
- carstologie - disciplină geologică care se ocupă cu studiul fenomenelor carstice.
- cascadă - cădere verticală sau aproape verticală de apă, pe cursul unui râu, provocată de o ruptură puternică de pantă a talvegului unui râu sau fluviu.
- casiterit - oxid de staniu natural, brun-negru, cu luciu adamantin, care se găsește în filoane hidrotermale și în zăcăminte aluvionale, folosit ca materie primă în metalurgia staniului.
- cataclastic - (despre minerale, roci etc.) care este zdrobit sub acțiunea forțelor tectonice; (despre procese geologice) care provoacă o catadază.
- cataclază - deformare (prin zdrobire) a mineralelor unor roci, în urma presiunii și dislocărilor din scoarța terestră.
- cataclinal - (despre pante, falii etc) care este înclinat în sensul de înclinare a straturilor.
- cataclism - schimbare bruscă în caracterul și în condițiile naturii și ale vieții pe Pământ, din cauza unor fenomene intense și de scurtă durată (cutremure, erupții vulcanice, uragane etc), care afectează suprafețe mari de pe glob.
- catamorfism - totalitatea proceselor care se produc în partea superioară a scoarței terestre.
- cataractă:

- prag transversal în albia unui râu sau fluviu, cauzat de falii sau de duritatea rocilor, unde apa cade în cascade sau cu repezișuri;
- cădere naturală de apă care se produce pe o succesiune de praguri abrupte (mici); șir de cascade mai mici.
- cataseism - undă seismică dirijată din exteriorul unei regiuni spre epicentru.
- catastrofism - teorie potrivit căreia toate schimbările din istoria Pământului s-ar datora unor catastrofe periodice, urmate de noi acte de creație.
- catatermal - (despre asociații de minerale) care se depune la temperaturi de peste 300° C.
- catazonă:

- zona cea mai adâncă de metamorfism a rocilor sedimentare în scoarța terestră;
- ansamblul șisturilor cristaline formate în condițiile celui mai intens metamorfism regional.
- catenă - lanț de încrețituri ale scoarței pământești, formate cam în același timp, sub influența unei presiuni laterale.
- catogeneză - proces de formare a rocilor sedimentare, ale căror particule s-au deplasat, în faza de depunere, sub acțiunea gravitației.
- caustobiolit - rocă sedimentară organogenă, solidă, gazoasă sau lichidă, care are proprietatea de a arde, fiind folosită drept combustibil, în industria chimică etc.
- căldare glaciară - vezi circ glaciar.
- celadonit - silicat hidratat natural de fier și potasiu.
- celestină - sulfat natural de stronțiu, sticlos, transparent, incolor sau ușor colorat, care este întrebuințat ca materie primă la prepararea sărurilor de stronțiu, în pirotehnie, în industria zahărului etc.
- centrosferă - vezi barisferă.
- cenușă vulcanică - masă de elemente fine, aruncată în atmosferă de un vulcan în erupție.
- cerit - silicat hidratat natural de ceriu.
- ceruleu - substanță minerală albastră, obținută dintr-un amestec de acizi de cobalt și staniu, din sulfat de calciu și de siliciu.
- ceruzit(ă) - carbonat natural de plumb, de culoare albă, cenușie, galbenă, brună sau neagră (în funcție de impurități), cu luciu adamantin, folosit la obținerea plumbului.
- chert - varietate de cuarț de culoare alb, gri, neagră sau maro; vezi și cremene.
- chihlimbar - rășină fosilă, dură, sfărâmicioasă, translucidă, de culoare variind de la galben-deschis până la roșcat-cafeniu, cu proprietăți electrice; sinonim: ambră galbenă.
- ciclu de eroziune (sau geografic) - ansamblu de etape succesive în dezvoltarea reliefului, în care agenții externi acționează diferențiat și ciclic, realizând aspecte de tinerețe, maturitate și îmbătrânire a reliefului.
- ciclu geochimic - mod de migrație a elementelor chimice în natură în decursul istoriei geologice a Pământului, în care acestea revin periodic în formație asemănătoare.
- ciclu geologic - totalitate a fenomenelor de litogeneză, ortogeneză și gliptogeneză care s-au desfășurat în cursul unei ere geologice.
- ciment - material care leagă între ele fragmente de roci detritice.
- cinabru - sulfură naturală de mercur, de culoare roșie, cenușie, brună sau neagră, folosită la prepararea vopselelor și la obținerea mercurului.
- cinerit - cenușă vulcanică consolidată (folosită în industria cimentului).
- ciot - rămășiță dintr-o formă de relief care a suferit un proces de eroziune o lungă perioadă de timp.
- cipolin - rocă metamorfică, constituită din marmură albă conținând straturi de mică albă sau de alte minerale cristalizate, diferit colorate, care se utilizează ca material de construcție și de ornament.
- circ glaciar -  formă morfosculpturală negativă, semicirculară, rezultată în urma acțiunii mecanice a unui ghețar; se găsește la obârșia văilor din ținuturile alpine (în Carpați la peste 2.000 m altitudine); sinonime: căldare glaciară, zănoagă.
- citrin - varietate de cuarț de culoare galbenă.
- ciuceavă - scoarță calcaroasă, de obicei cu o formă alungită; denumire specifică din zona superioară a Cernei.
- ciupercă⁠(d) - (în geomorfologie) formă de relief creată prin eroziunea diferențială a rocilor, în special a rocilor sedimentare, sub acțiunea vântului și a apei; este formată dintr-un pilon de rocă mai dură și mai rezistentă la eroziune, numit stâlp, care este înconjurat de un capitel mai moale și mai puțin rezistent la eroziune.
- claren (sau clarít) - parte componentă a cărbunilor minerali, vizibilă numai la microscop, constituită dintr-o masă fundamentală transparentă și fragmente bine conturate de spori, cuticulă etc.
- clastic - (despe roci, formațiuni sedimentare) format din fragmente de minerale și de roci provenite în urma proceselor de dezagregare, de alterare și de acumulare a materialului unor roci preexistente sau din scheletele unor organisme; sinonim: detritic.
- clasticitate, indice de ~ - parametru granulometric al unui depozit sedimentar determinat de diametrul celei mai mari particule constituente.
- clastocarst - formă de relief asemănătoare celei carstice, dezvoltată pe depozitele de loess, argile, roci vulcanice etc.
- clastofacies - tip de facies sau trăsătură compozițională care definește natura mineralogică a clastelor ce domină o entitate petrografică în acord cu normele în vigoare de separare a categoriilor petrografice (prin analiza modală, de ex. clastofacies cuarțos, clastofacies litic etc.); vezi și litofacies.
- coajă - stratul exterior, tare și răcit, al Globului pământesc.
- cobaltit - sulfoarseniură naturală de cobalt cu formula chimică CoAsS.
- coltan - minereu metalic de culoare neagră din care sunt extrase elementele niobiu și tantal și care se găsește cu precădere în Africa Centrală.
- columelă carstică - stâlp mic de calcar în mijlocul unei marmite.
- complex de straturi - succesiune de straturi diferite din punct de vedere litologic.
- concordanță - raportul dintre două strate sau serii de strate care s-au sedimentat continuu.
- concrețiune - agregat mineral format prin depunerea materialului din soluții în jurul unui nucleu (roci, minerale etc.), în soluri sau în peșteri.
- con de dejecție - formă de relief cu aspect de evantai, alcătuită din bolovănișuri, pietrișuri, nisip și argilă, depozitate de torenți și râuri, acolo unde se produce o schimbare de pantă; sinonim: agestru.
- con de grohotiș - formă de relief semiconică, generată prin împrăștierea grohotișurilor la gura torenților.
- conduct vulcanic - corp cilindroid de materie fierbinte care se deplasează spre suprafața litosferei provenind din astenosferă sau mantaua profundă.
- conglomerat - roci alcătuite din aglomerarea unor materiale grosiere (sfărâmături de stâncă, bolovani de râu etc.) legate printr-un "ciment" natural, în general de origine calcaroasă (Bucegi, Ceahlău, Ciucaș).
- con parazit, lateral - vezi adventiv, con ~.
- con vulcanic - formă de relief conică, asemănătoare unui munte, constituită în urma erupțiilor vulcanice, din lavă, cenușă etc.
- coș vulcanic - canal prin care are loc ascensiunea magmei spre suprafață; face legătura cu cuptorul sau vatra vulcanului aflată la diferite adâncimi (sinonim horn).
- crater:

- deschizătură circulară, situată în partea superioară a unui con vulcanic, prin care se revarsă lava;
- gaură în formă de pâlnie făcută de un meteorit pe suprafața Pământului.
- - crater-lac - lac care ocupă fundul unei căldări provenite din lărgirea, prin explozie, a craterului unui vulcan.
  - crater parazit, lateral - vezi adventiv, crater ~.
- cratogen - arie rigidă, ștearsă, consolidată, a scoarței terestre, relativ stabilă, construită din roci cristaline, contrastând cu zonele instabile; vezi și scut.
- cremene - denumire populară pentru rocile sedimentare silicioase (printre care: silex, chert, cuarțit), care produc scântei prin lovire cu obiecte de oțel.
- crevasă - despicătură verticală în corpul unui ghețar datorată mișcării acestuia și a plasticității sale reduse.
- crioplanație - proces de nivelare a reliefului sub actiunea alternării ciclice a înghețului și dezghețului în regiunile montane (sinonim altiplanație).
- crisoberil - mineral transparent, de culoare verde, foarte rar, întâlnit la contactul intruziunilor granitice cu șisturile cristaline, folosit ca piatră semiprețioasă.
- crofesima - pătura din interiorul scoarței terestre, cuprinsă între 1.200-1.700 km adâncime; este constituită din crom, fier, siliciu și magneziu.
- cuarțit - rocă metamorfică alcătuită prin recristalizarea rocilor cu cuarț (nisipuri, gresii etc.), utilizată în construcții, ceramică, industria metalurgică etc.
- cuestă de orogen -  formă de relief specifică stratelor geologice puternic înclinate într-o singură direcție, cu abruptul orientat contrar înclinării stratelor și reversul consecvent înclinării acestora.
- culoar de avalanșă - suprafață pe care se deplasează masa de zăpadă în timpul unei avalanșe.
- curbă agonică - vezi agonă.
- cutare alpină - vezi orogeneză alpină.
- cută - încrețitură a scoarței pământului sub acțiunea forțelor tectonice.
- cută diapiră - îndoitură a stratului de sare, care, datorită presiunii laterale, a străbătut stratele de altă natură petrografică.

## D
- dacit - rocă magmatică efuzivă, bazică, de culoare cenușie închisă sau neagră, uneori brună-cenușie.
- decolare - desprindere a unei mase de roci de fundamentul lor imediat.
- decroșare -

- deplasare în plan orizontal de-a lungul unei spărturi a stratelor geologice;
- fractură în scoarța terestră de-a lungul căreia se decroșeaza stratele.
- deflație - proces de răspândire a materialului detritic fin rezultat în urma eroziunii prin intermediul vântului.
- deluviu - material sedimentar provenit din alterarea și degradarea rocilor, aflat în curs de scurgere sub influența apelor de șiroire pe pantele unor versanți.
- dendrită:

- pojghiță arborescentă de substanță minerală care se află pe fisurile și planurile de stratificație ale rocilor; rocă pe care se află o dendrită;
- (la plural) depuneri de minerale în formă de arbori.
- denudație - proces de nivelare a scoarței terestre, sub acțiunea agenților geografici externi, prin dezagregarea, alterarea și erodarea rocilor, îndepărtarea materialelor rezultate și acumularea lor ulterioară în regiuni mai joase.
- depozit - acumularea de materiale provenite din dezagregarea și alterarea rocilor și care sunt depuse pe suprafața continentelor sau a mărilor.
- depozit abisal - sedimente eupelagice alcătuite din suspensii foarte fine de natură terigenă, din resturi organice, din cenușă vulcanică și praf cosmic, care formează pe fundul oceanului planetar mâluri calcaroase cu globigerine, mâluri silicoase cu radiolari și diatomee, și argile roșii abisale; vezi și: fosă abisală, regiune abisală.
- depozit continental - acumulare de materiale provenite din dezagregarea și alterarea rocilor sau din acțiunea organismelor și care sunt depuse pe suprafața continentelor; sunt de mai multe tipuri: lacustre, fluviatile, glaciare, eoliene etc.
- depozit de luncă - aluviune depusă în luncă de către un râu, la revărsarea în timpul viiturilor.
- depozit deluvial - acumulare de materiale rezultate din dezagregarea și alterarea rocilor, transportate sub acțiunea apei de șiroire și a gravitației și depuse pe versanții culmilor sau la baza pantelor.
- depozit eluvial - acumulare de materiale rezultate din dezagregarea și alterarea rocilor și rămase pe locul de formare.
- depozit fluviatil - acumulare de materiale provenite din dezagregarea și alterarea rocilor și depuse prin acțiunea apelor curgătoare.
- depozit lacustru - acumulare de materiale aduse de apele curgătoare și depuse în lacuri.
- depozit marin - acumulare de materiale provenite din fragmente de roci, din resturi de organisme și din substanțe dizolvate în apa mării și depuse pe fundul bazinelor marine.
- depozit sedimentar - acumulare de materiale provenite din dezagregarea și alterarea rocilor sau din acțiunea organismelor și care se depun pe fundul unui bazin acvatic sau pe suprafața uscatului.
- depresiune de descoperire vulcanică - depresiune sculptată în roci de origine vulcanică de către agenții externi.
- depresiune de eroziune - depresiune care a luat naștere prin acțiunea agenților externi, într-o regiune alcătuită din roci friabile, înconjurată de regiuni înalte cu roci mai dure.
- depresiune de eroziune diferențială - depresiune care s-a format printr-un proces de modelare de către agenții externi în roci cu proprietăți diferite.
- depresiune de eroziune glaciară - depresiune care s-a format prin eroziunea efectuată de ghețarii montani.
- depresiune tectonică - depresiune care s-a format datorită unor prăbușiri ale scoarței terestre.
- depresiune tectono-vulcanică - depresiune care a luat naștere prin coborârea unei părți din scoarța terestră, ca urmare a evacuării unei mari cantități de lavă din interior.
- deschidere - loc unde apar la suprafață rocile de adâncime în urma eroziunii scoarței Pământului.
  - deschidere geologică, deschidere de strat - vezi afloriment.
- desmin - alumosilicat hidratat de sodiu și de calciu, alb, gălbui sau roșiatic, sticlos, cu cristale grupate în formă de snopi, întâlnit la unele roci bazaltice și în filoane termale; altă denumire: stilbit.
- detritic - vezi clastic.
- detritus - material rezultat din fărâmițarea rocilor prin acțiunea agenților externi.
- dezagregare - proces fizic de distrugere a rocilor prin fragmentarea acestora în particule de diverse dimensiuni sub acțiunea variațiilor mari de temperatură, a înghețului și dezghețului, a acțiunii plantelor etc.
- diaclază - fisură în roci, formată prin presiune sau răcire, în care compartimentele de-o parte și de cealaltă a planului de ruptură nu s-au deplasat unul față de altul.
- diapirism - proces de migrațiune lentă a unor roci din zonele profunde spre suprafață sub acțiunea presiunii din scoarța terestră.
- diastrofism:

- totalitatea deformărilor și dislocărilor pe care le suferă straturile din scoarța terestră sub acțiunea mișcărilor tectonice.
- teorie care atribuie geneza unor fenomene de eroziune și a formelor rezultate unor deformări lente ale scoarței terestre.
- dislocare - ruptură produsă în scoarța terestră de către forțele tectonice, prezentând o deplasare a elementelor geologice respective.
- disodile - roci sedimentare argiloase, bituminoase, foarte fin stratificate.
- dolină - formă de relief negativă, de natură carstică, groapă în formă de pâlnie, rezultată prin dizolvarea de către ape a rocilor solubile.
- dolomit - rocă de culoare alb-gălbuie (calcar  cristalin) reprezentând un carbonat dublu de calciu și magneziu (exemplu: Alpii dolomitici).
- dom - formațiune concrețională masivă de aspect caracteristic (deseori emisferică).

## E
- echilibru geomorfic - stadiu de maturitate avansată a reliefului, caracterizat prin modificări lente ale profilului talvegurilor și versanților.
- efuziv - proces magmatic ce are loc la suprafața scoarței terestre.
- emergență - locul sau cavitatea naturală unde apare o apă ce se compune dintr-o parte de proveniență cunoscută și o parte de proveniență necunoscută.
- endocarst - domeniu care cuprinde totalitatea formelor carstice din interiorul masivelor de roci calcaroase (vezi și exocarst).
- endogen - forțe sau procese din interiorul Pământului (mișcări tectonice) care produc schimbări în suprafața scoarței, conducând la formarea de munți, dealuri, podișuri, depresiuni etc.
- energie de relief - diferența de înălțime dintre nivelul cel mai coborât și cel mai ridicat al unei regiuni.
- energie geotermică - energie obținută din căldura aflată în interiorul Pământului; apa fierbinte și aburii, captați în zonele cu activitate vulcanică și tectonică, sunt utilizați pentru încălzirea locuințelor și pentru producerea de energie electrică.
- epirogeneză - proces de ridicare a unor porțiuni mari din scoarța terestră deasupra nivelului mării, datorita mișcărilor tectonice oscilatorii și care are drept rezultat formarea unor suprafețe continentale.
- eroziune - proces distructiv continuu, datorat activității conjugate a factorilor atmosferici și factorilor biologici; vezi și: abraziune, nivel de eroziune.
  - eroziunea albiei - proces prezent la toate albiile râurilor, mai intens în cursul superior, mai atenuat în cel mijlociu și tot mai slab în cursul inferior.
  - eroziunea solului - procesul prin care particulele de sol sunt îndepărtate sub acțiunea apelor curgătoare, a vântului sau a altor factori.
  - eroziune eoliană - îndepărtarea progresivă a fragmentelor de sol și roci prin acțiunea vântului.
  - eroziune fluvială - distrugerea progresivă a materialului din albia și din malurile unui râu; se combate prin plantarea de copaci.
  - eroziune glaciară îndepărtarea progresivă a rocilor de bază, a solului și a altor materiale de către ghețari.
  - eroziune marină - îndepărtarea treptată a materiilor din alcătuirea zonei litorale de către mare.
  - eroziune pluvială - eroziune areolară incipientă, rezultată prin izbirea solului, descoperit de vegetație, de către picăturile de ploaie.
  - eroziune termică - topirea unor bucăți de gheață încorporate în sedimentele de mal sau de albie, ce antrenează particule de sol, creând denivelări, nișe de mal etc.
- eruptivism - ansamblu de fenomene care conduc la producerea erupției magmei în scoarța terestră.
- eruptivul nou - lanțul vulcanic care se afla în partea vestică a Carpaților Orientali, unde erupțiile au avut loc în era terțiară.
- etaj - complex de strate bine caracterizate atât din punct de vedere al compoziției petrografice cât și al faunei, corespunzător al celei mai mici diviziuni a timpului geologic, numit vârstă.
- euclaz - mineral din familia silicaților având o compoziție foarte apropiată de cea a berilului.
- eustatic, mișcări ~e - mișcări pe verticală, de ridicare (pozitive) și de coborâre (negative), ale nivelului apelor oceanice, având o anumită importanță în producerea transgresiunilor și regresiunilor marine.
- evorsiune - acțiune erozivă a apei curgătoare care formează vârtejuri, antrenând nisipul și pietrișul; provoacă adâncirea albiilor râurilor la baza cascadelor.
- exarație - acțiune de modelare (săpare, șlefuire) a rocilor, exercitată de către ghețari de calotă sau montani în deplasarea acestora.
- exocarst - domeniu cuprinzând totalitatea formelor carstice de la suprafața masivelor de roci calcaroase (vezi și endocarst).
- explorarea hidrocarburilor - căutarea de către geologi și geofizicieni a petrolului și a depozitelor de hidrocarburi în scoarța terestră.
- extruziune - totalitate a fenomenelor legate de ieșirea la suprafață a magmei prin coșul vulcanului.
- exurgență - locul de ieșire al apei unui pârâu sau râu subteran ce curge pe un canal carstic a cărei proveniență nu este cunoscută.

## F
- facies - aspect caracteristic al unui strat din scoarța terestră.
- falie - ruptură în scoarța terestră aparută ca urmare a mișcărilor tectonice verticale, de-a lungul căreia compartimentele opuse suferă o deplasare diferențială, paralelă cu linia de ruptură (sinonim: fractură).
- fantă - crăpătură liniară în gheață, de mare adâncime.
- fascicul de falii - grup de falii care se împrăștie pornind de la o falie principală.
- fază orogenică (sau de cutare) - etapă de intensitate maximă a mișcărilor tectonice, care se pune în evidență prin discordanțe unghiulare între straturi și se grupează în cicluri orogenice.
- făgaș:

- urmă adâncă (și îngustă) săpată în pământ de șuvoaiele apelor de ploaie sau lăsată de roțile unui vehicul;
- scobitură săpată pe întreaga lungime a frontului minier de abataj, pentru a ușura desprinderea ulterioară a rocii; vezi și ogaș.
- filon - forma rezultată din depunerea unui minereu într-o crăpătură a scoarței terestre.
- flint - varietate de silice.
- fluvio-torențial - relief rezultat prin eroziunea produsă de apele râurilor și ale torenților.
- formare a solului, fază de ~ - vezi pedogeneză, fază de ~.
- formație (geologică) - complex de strate din scoarța Pământului depuse într-o anumită perioadă geologică.
  - formație eoliană - formație geologică a cărei origine se datorește acțiunii de transport, de sedimentare sau de eroziune a vântului.
  - formație lacustră - formație geologică rezultată din depuneri pe fundul unei ape dulci.
- fracturare hidraulică - procedeul prin care, în straturile geologice în care se găsește gaz metan, sunt realizate fisuri cu secțiuni foarte mici ce permit captarea acestuia.
- fractură - vezi falie.
- freatic - strat îmbibat cu apă, situat aproape de suprafata terestră, deasupra unui strat impermeabil, din care se alimenteză izvoarele, fântânile, mlaștinile etc.
- fundul mării/oceanului - porțiune vastă a scoarței terestre, deasupra căreia se găsesc apele unei mări sau ale unui ocean; vezi și taluz continental.

## G
- galet - fragment dintr-o rocă sau dintr-un mineral, șlefuit și rotunjit prin acțiunea mării, a torentelor, a ghețarilor etc. și care, prin cimentare, dă naștere conglomeratelor.
- gelifracție - proces fizic natural, exogen, de dezagregare a rocilor de la suprafața Pământului sub influența înghețului și dezghețului; sinonim gelivație.
- gelisol - tip de sol care se găsește în tundra și regiunile permafrostice ale Arcticii și Antarcticii, caracterizat de prezența înghețului permanent.
- geliv - (despre roci) care se dezagregă relativ ușor sub acțiunea înghețurilor și a dezghețurilor repetate.
- gelivație - vezi gelifracție.
- geofon - aparat pentru recepționarea undelor acustice ce se propagă în scoarța terestră.
- geometalurgie - domeniu interdisciplinar care combină geologia, metalurgia și a altor discipline conexe pentru a optimiza procesul de extracție și prelucrare a minereurilor și a altor materiale minerale.
- geomorfogenie - disciplină care se ocupă cu studiul originii formelor reliefului terestru.
- geomorfologie - ramură a geologiei care se ocupă cu studiul formelor de relief, al producerii lor, modul lor de grupare și răspândire pe suprafața Pământului
- georamă:

-  sferă pe a cărei față interioară este reprezentată în relief scoarța terestră în scopul studierii acesteia;
- hartă în relief realizată la o scară foarte mare.
- geostatistică - ramură a statisticii care se concentrează pe analiza datelor spațiale sau geografice; aceasta implică aplicarea metodelor statistice și matematice pentru a examina modelele spațiale ale datelor și a face estimări și predicții pentru variabilele spațiale.
- ghețar  - masă de gheață formată în regiunile alpine și în cele polare și care, de obicei, se deplasează lent sub influența gravitației; vezi și aisberg.
- ghețar plutitor - vezi aisberg.
- gisment:

- dispoziția stratelor minerale în scoarța Pământului.
- strat de minerale.
- glaciar - ceea ce ține de ghețari; exemple: circ glaciar, perioadă glaciară.
- glaciație - proces de intensă dezvoltare a ghețarilor, caracteristic perioadei din precambrian până în cuaternar; sinonime: perioadă glaciară, glaciațiune.
- glaciațiune - vezi glaciație.
- glacis -  formă de relief pozitivă aflată în pantă, ce este poziționată la contactul dintre o zonă înaltă și una joasă și este formată prin acumulare de materiale transportate de ape.
- gliptogeneză - proces de nivelare a scoarței Pământului sub acțiunea agenților externi.
- gnais - rocă metamorfică, compusă din cuarț, feldspat și mică, formată prin trasnformarea rocilor sedimentare sau granitice.
- graben - depresiune rezultată din sculptarea unei porțiuni a scoarței terestre, delimitată de falii.
- granați - grupă de silicați naturali de calciu, fier, mangan, cristalizate în sistemul cubic, întâlnite în special în șisturile cristaline și în rocile de contact.
- grind:

- ridicătură de teren de formă alungită, care rezultă din depunerile aluvionare ale unei ape curgătoare sau ale mării;
- acumulare de grohotișuri fixate prin vegetație.
- grohotiș - acumulare de pietrișuri de dimensiuni variabile, provenind din dezagregarea mecanică a unor abrupturi stâncoase; grohotișurile se depun la baza acestor abrupturi sub forma unor conuri sau pânze, mobile sau semifixe (exemplu: Marele grohotiș de la Piatra Craiului).
- grupă:

- subdiviziune în cadrul sistemului morfologic cuprinzând elemente cu trăsături comune;
- totalitatea depozitelor sedimentare formate în timpul unei ere geologice.

## H
- haldă - formă de relief pozitivă datorată activității umane; este rezultată din depozitarea materialului steril provenit de la lucrările miniere sau din unele activități de prelucrare industrială.
- halogeneză - proces de formare a solurilor saline și alcaline.
- hartă geologică - hartă pe care este reprezentată răspândirea diferitelor formații geologice.
- hidrofan - substanță minerală ușoară și poroasă, constituind o varietate de opal.
- hidrogeneză - proces de îmbibare cu apă a rocii-mamă.
- hidrogeologie - disciplină care se ocupă cu studiul distribuției și genezei apelor subterane.
- hidroizohipsă - linie care unește punctele de pe un teritoriu având aceeași înălțime a nivelului apei freatice.
- hidrolacolit - formă de relief pozitivă cu aspect circular din zonele subpolare, avînd în substrat o lentilă de gheață acoperită cu un material mineral.
- hidrolit - hidrură de calciu.
- hidrologie - disciplină care studiază proprietățile fizice, chimice și mecanice ale apelor de la suprafața scoarței terestre.
- hidromorf - ale cărui caractere se datoresc prezenței temporare sau permanente a apei.
- hoagă - urmă adâncă formată de avalanșele de zăpadă pe un versant împădurit; vezi și: ravenă, culoar de avalanșă.
- horn - vezi coș.
- horst - compartiment ridicat al scoarței terestre, delimitat de compartimentele mai coborâte prin felii.

## I
- iceberg - vezi aisberg.
- inclinometru (sau înclinometru) - instrument care indică înclinația magnetismului Pământului; vezi și declinometru.
- injecție - pătrundere sub presiune a unei magme juvenile în zonele cele mai adânci ale scoarței terestre, unde se consolidează.
- interfluviu - porțiune de teren cuprinsă între două văi, care, după forma de relief pe care se dezvoltă, se numesc pod, câmp, culme, creastă etc.
- intruziune:

- pătrundere a magmei in crăpăturile scoarței terestre;
- masă magmatică ce a pătruns în partea superioară a scoarței terestre, s-a răcit și s-a consolidat;
- pătrundere a apei marine în apele dulci din vecinătatea litoralului sau din râurile afluente.
- inversiune de relief - stadiu avansat de evoluție a reliefului, când formele inițiale pozitive devin negative și invers.
- istoria Pământului - domeniu multidisciplinar care se referă la evoluția planetei Pământ de la formarea acestuia până în prezent.
- izoanabază - linie care unește punctele în care scoarța terestră are aceeași viteză de înălțare.
- izodinamă - curbă care unește punctele cu aceeași intensitate a câmpului magnetic terestru.
- izogonă - linie care trece prin punctele terestre de egală declinație magnetică.
- izostazie - teorie potrivit căreia între diversele compartimente ale scoarței terestre e un echilibru relativ, datorită diferențelor de densitate a materialelor lor.
- izvor - fir de apă subterană care iese sau țâșnește la suprafața pământului.

## Î
- înclinometru - vezi inclinometru.

## J
- jasp - rocă silicioasă compactă, variat colorată, alcătuită din calcedonie și compuși ai fierului, folosită ca piatră semiprețioasă.
- Jurasic timpuriu - prima epocă a perioadei Jurasic, și se întinde pe o perioadă de aproximativ 27 milioane de ani, de acum 201,3 milioane de ani până acum 174,1 milioane de ani în urmă.

## K
- klippă - bloc de rocă de mari dimensiuni, izolat, deosebit de rocile din jur; rezultă prin desprinderea din fruntea unei pânze si alunecarea în bazinul de sedimentare din față.

## L
- lacuri holomictic⁠(d) - lac în care apa se amestecă complet, de la suprafață până la fund, cel puțin o dată pe an, spre deosebire de lacurile meromictice, care păstrează o stratificare permanentă.
- lac meromictic - lac în care straturile de apă nu se amestecă complet între ele pe parcursul anului, așa cum se întâmplă în majoritatea lacurilor, numite lacuri holomictice⁠(d), ceea ce conduce la o stratificare permanentă a apei.
- lac vulcanic - lac aflat în bazine intramontane scufundate, constituit prin acumularea apei în craterul unui vulcan stins sau în spatele unei acumulări de lavă solidificată, care închide un defileu muntos.
- lapiez - formă de relief carstic, rezultată prin coroziunea rocilor solubile de către apele de șiroire și având forma unor șanțuri separate prin creste ascuțite.
- lavă - magmă apărută în timpul erupțiilor vulcanice și care, prin răcire, generează diverse roci vulcanice.
- legea lui Baer - teorie care atribuie abaterea apelor curgătoare (spre malul drept în emisfera nordică și spre malul stâng în cea sudică) mișcării de rotație a Pământului (forța Coriolis).
- lentilă - formă de zăcământ caracterizată prin reducerea în toate direcțiile a grosimii sale până la dispariție.
- limnodren - izvor a cărui apă de adună într-un bazinaș.
- litic:

- referitor la piatră, pietros;
- despre un constituent alogen al unei roci sedimentare, reprezentat printr-un fragment de rocă preexistentă, indiferent de natura sa petrografică.
- litofacies - totalitatea caracterelor litologice (mineralogice: clastofacies, alofacies; chimice: chemofacies; structurale: structofacies; texturale: granulometrice și morfometrice – morfofacies) ale unui strat sau secvențe litologice sedimentare prin care acesta se individualizează față de alte strate sau secvențe; alături de biofacies, litofacies reflectă condițiile sedimentologice în care a avut loc formarea depozitelor respective.
- litogeneză - ansamblu de procese care au dus la formarea rocilor sedimentare.
- litologie:

-  ramură a geologiei care se ocupă cu studiul rocilor sedimentare;
- natura și compoziția rocilor care alcătuiesc o regiune;
- compoziție mineralogică și petrografică a rocilor sedimentare.
- litosferă - înveliș extern solid (format mai ales din silicați) de pe suprafata globului pământesc; include scoarța terestră și partea superioară a mantalei.
- litosol - sol bogat în fragmente de roci dure.

## M
- magmă - material topit, alcătuit preponderant din silicați, existente în interiorul Pământului, în astenosferă sau în spații limitate, numite cuptoare magmatice.
- magnetism terestru - totalitatea fenomenelor magnetice caracteristice Pământului.
- marmită - scobitură formată prin eroziune în albia unui râu sau de vârtejurile apelor ce cad de la înălțime pe cursul unor văi de munte.
- mărghílă:

- loc mlăștinos; mocirlă, baltă;
- mici movile formate pe depozite dendritice, ca rezultat al înghețului și dezghețului.
- mecanoglife - forme pozitive pe fața inferioară a stratelor, rezultate în urma acțiunii mecanice a curenților.
- metamorfism - adaptarea mineralogică și structurală a rocilor la condițiile fizice si chimice, altele decât cele în care s-au format.
- metatuf(it) - șisturi cristaline, care la origine au fost roci argiloase amestecate cu cenușă vulcanică.
- micașist - rocă sedimentară șistoasă constituită din mică, cuarț, având uneori granate, amfiboli și grafit.
- microclin - mineral din grupa feldspaților potasici, de culoare roz, galbenă, roșiatică sau verde, care constituie un element de bază al unor roci eruptive sau metamorfice și care este folosit în industria ceramicii și ca piatră semiprețioasă.
- mispichel - vezi arsenopirită.
- mofetă - emanații de gaze (mai ales dioxid de carbon) în regiunile vulcanice sau adiacente (aureola mofetică) ce marchează faza postvulcanică.
- molasă - conglomerat slab consolidat alcătuit de obicei din gresie feldspatică și ciment calcaros, acumulate în etapa finală de evoluție a unui geosinclinal.
- mont - formă de relief reprezentată printr-o culme muntoasă care se suprapune unui anticlinal.
- morenă - acumulare de material pietros rezultat din fragmente de rocă desprinse de pe versantele văilor glaciare, transportat de ghețari și depuse în locul de topire a acestora.
- morfologie - studiul formelor de teren.
- morfosculptură - aspectele reliefului si formele (sculpturale) create de procesele exogene.
- morfostructură - aspectele reliefului si formele determinate de influența structurii geologice și a mișcărilor tectonice.
- muscovit - mică de culoare albă cu cristale lamelare, care se separă în foițe.

## N
- neck - stâlp de lavă solidificată care umple canalul de ascensiune a magmei într-un vulcan și care prin eroziune rămâne în relief, având aspectul unui trunchi de con.
- neoeruptiv - fază recentă (pliocen-cuaternară) a unei erupții vulcanice.
- nisip:

- rocă sedimentară necoezivă, provenită din sfărâmarea unor minerale, roci și organisme și care se prezintă sub forma unor acumulări de granule fine;
- teren, întindere alcătuită din asemenea rocă și de obicei, lipsită de vegetație.
- nivație - acțiunea de modelare a reliefului făcută de înghețurile și dezghețurile succesive în zonele înalte ale munților, ceea ce conduce la accentuarea depresiunilor.
- nivel - subdiviziune a etajelor și a subetajelor geologice.
- nivel de eroziune – suprafață aproape netedă sau larg vălurată, realizată prin eroziunea îndelungată a factorilor externi (sinonim: suprafață de eroziune).
- nodúl marin - conglomerat de oxizi metalici, rezultat în urma unor procese biologice și chimice; constituie o resursă practic inepuizabilă.

## O
- ofiolit - grupă de roci bazice și ultrabazice, formate în zonele mobile de geosinclinal.
- ogaș - formă de relief negativă, alungită, neramificată, sculptată de către apele de șiroire; este o formă incipientă de eroziune care poate evolua dând naștere unui torent; vezi și făgaș.
- oglindă de falie (sau de fricțiune, de alunecare) - suprafata lustruită în roci, care ia naștere prin frecarea acestora sub acțiunea mișcărilor tectonice.
- oligotrof - se referă la soluri sau roci sărace în substanțe de nutritive pentru plante.
- organolit - vezi biolit.
- orizont - subdiviziunea stratigrafică cea mai mică în cuprinsul unui etaj geologic.
- orizonturi conglomeratice - nisipuri cimentate, dispuse sub forma unor fâșii.
- orizonturi grezoase - pietrișuri și bolovănișuri cimentate, dispuse sub forma unor fâșii.
- orogeneză (sau cutare) alpină - totalitatea mișcărilor de ridicare și cutare a scoarței terestre, produse în erele geologice, în urma cărora s-au format munții Alpi, Apenini, Carpați, Balcani, Caucaz, Himalaia.
- orogeneză caledoniană - totalitatea mișcărilor de cutare a scoarței terestre manifestate din silurian până la începutul devonianului, în urma cărora s-a format sistemul muntos caledonian (în Scandinavia, Scoția etc.).
- orografie - ansamblul formelor de relief care caracterizează o anumita zonă sau arie geografică.
- ortoseismometru - aparat utilizat pentru măsurarea cutremurelor verticale.
- ortotectogeneză - evoluție geotectonică a unui ortogeosinclinal.

## P
- pantă continentală - vezi taluz continental.
- pavaj - aglomerare de bolovani și lespezi pe suprafața unei formații detritice.

- pavaj de deflație - acumulări de bolovănișuri și pietrișuri angulare, cu fețe lustruite sau lăcuite, rămase în loc după îndepărtarea prin deflație a fracțiunilor granulometrice medii și fine.

- pedogeneză - parte a pedologiei care se ocupă cu studiul formării și al evoluției solurilor.
- pedogeneză, fază de ~ - perioadă de timp în care solul evoluează aproximativ în aceleași condiții de mediu (sinonim: fază de solidificare, de formare a solului).
- peperită (sau peperin) - rocă vulcanică piroclastică⁠(d) de culoare maro sau gri, care se găsește în blocuri sau ca incluziuni în roci de tip lave sau tuf vulcanic.
- perioadă glaciară - vezi glaciație.
- pierdere de apă - fenomen specific regiunilor carstice, constând din dispariția de la suprafața Pământului a unui curs de apă prin ponoare, sorburi, peșteri sau prin infiltrarea treptată în prundișul albiei.
- pietriș - 	rocă sedimentară detritică necimentată constituită din diferite fragmente de roci și de minerale rotunjite, care se formează pe litoral, în albiile apelor curgătoare, în regiunile ocupate de ghețari etc.; poate fi utilizat ca agregat în prepararea betoanelor, ca material de pietruire a drumurilor etc.
- piramidă coafată (sau de pământ) - microformă de relief, rezultată ca urmare a procesului de eroziune în formații de roci friabile conservate în formă de coloane care susțin în vârf blocuri de rocă dură.
- piroclaste - roci formate prin depozitarea materialului expulzat în timpul erupțiilor vulcanice.
- Placa Eurasiatică - placă tectonică care cuprinde cea mai mare parte a Eurasiei (o masă de teren formată din Europa și o mare parte a Asiei actuale).
- plagioclaz - grup de minerale din clasa feldspaților, de culoare albă, cenușie sau albăstruie și cu luciu sticlos, utilizate ca materie primă în industria ceramicii sau ca piatră ornamentală.
- platformă continentală - zonă a fundului mării care mărginește uscatul și care este o continuare a continentelor sub oceane și mări; sinonim: platou continental; vezi și taluz continental.
- platformă de eroziune - vezi podiș.
- platou continental - vezi platformă continentală.
- playa - formă de relief care se formează la partea inferioară a pedimentului, prin acumularea și împrăștierea materialelor transportate.
- Pleistocen - prima epocă a cuaternarului, în care s-au extins hominizii (omul de Neanderthal și omul modern) și au avut loc glaciațiile. 
  - Pleistocenul mijlociu - a treia vârstă a epocii Pleistocen.
  - Pleistocenul târziu - cea mai recentă vârstă a epocii Pleistocen.
- pliu - ondulație a terenului (anticlinal și sinclinal).
- plutonic - vezi abisal.
- plutonism:

- totalitatea proceselor geologice legate de mișcarea topiturilor magmatice la mari adâncimi în scoarța terestră;
- concepție geologică ce consideră că formarea rocilor s-ar datora numai topiturilor magmatice.
- podiș - suprafață aproape plană, situată la mare altitudine; se mai numește platformă de eroziune.
- profil - conturul pe care îl prezintă terenul când este tăiat printr-un plan vertical (imaginar).
- profil geologic - reprezentare grafică a structurii geologice a unei porțiuni din scoarța terestră.
- pomostire - (regionalism) depunere de aluviuni a unei ape curgătoare.
- ponor -  loc de pierdere a unui curs de apă prin crăpături impenetrabile pentru om și în care scurgerea apei nu se face sub presiune; este situate de obicei la piciorul unui perete de calcar (vezi și sorb).
- povârniș continental - vezi taluz continental.
- prag glaciar - ruptură de pantă între două trepte ale unei văi glaciare.
- presiune litostatică - presiune determinată de grosimea și de greutatea specifică a coloanei de roci situate deasupra unui punct din scoarța terestră; acționează ca unul dintre factorii procesului de metamorfism.
- profil (geologic) - reprezentare grafică, în plan vertical, a structurii geologice a unei porțiuni din scoarța terestră; secțiune în plan vertical a straturilor geologice.
- prundărie - teren cu mult nisip și pietriș, adus de ape curgătoare.
- pseudocarst - proces și formă de relief asemănătoare celor carstice.

## R
- ravenă - vale de eroziune săpată de un torent.
- recif - formație de stânci submarine, clădite de organisme (corali, alge etc.) care trăiesc sub formă de colonii în apele mărilor calde și care secretă carbonat de calciu; altă denumire: barieră coraligenă.
- reg - suprafață în deșert acoperită cu un strat dens de fragmente de rocă colțuroase sau rotunjite de mărimea pietrișului.
- regiune abisală - zonă de mare adîncime a fundului mărilor și oceanelor, situată sub taluzul continental, care se caracterizează prin lipsa curenților și a luminii solare, prin presiune hidrostatică mare și prin specii de animale adaptate la aceste condiții; vezi și: depozit abisal, fosă abisală.
- regiune seismică - regiune în care cutremurele de pământ sunt frecvente și puternice.
- regresiune (marină) - proces de retragere a apelor mării de pe unele suprafețe continentale, provocat de ridicarea uscatului prin mișcările lente ale blocurilor continentale sau de scăderea nivelului general oceanic; vezi și transgresiune.
- relief structural - ansamblul unor forme de relief, dezvoltate în concordanță cu structura geologică a zonei geografice respective.
- renzină - grup de soluri formate pe substrat calcaros într-un climat umed sau semiuscat cu o fertilitate naturală mijlocie sau bună.
- replică - cutremur mai mic, care urmează unui cutremur mai mare, în aceeași zonă a cutremurului principal, cauzat pe măsură ce scoarța terestră deplasată se adaptează la efectele cutremurului principal.
- resurgență - locul sau cavitatea naturală unde apare apa insurgențelor.
- rezervă - cantitate de substanțe minerale utile pe care le conține un zăcământ.
- rigolă - formă de eroziune în adâncime (până la 50 cm) a solului ca rezultat al acțiunii șuvoaielor de apă.
- rocă - mineral sau asociație de minerale de compoziție aproape uniformă, care constituie scoarța Pământului (în special partea solidă).

- rocă abisală - rocă intrusivă plutonică, consolidată la mari adâncimi ale scoarței terestre.
- rocă acidă - rocă eruptivă, suprasaturată în silice, care se găsește în natură, de obicei, sub formă de cuarț.
- rocă efuzivă - rocă magmatică întărită la suprafața scoarței Pământului.
- rocă eruptivă - vezi rocă magmatică.
- rocă magmatică - rocă rezultată din procesul de solidificare a magmei; rocă eruptivă.
- rocă metamorfică - rocă generată sub influența temperaturii și presiunii înalte din interiorul Pământului.
- rocă sedimentară - rocă rezultată prin depunerea materialelor provenite în urma alterării sau dezagregării unor roci preexistente.

## S
- salmastru - (despre ape, lacuri, lagune) cu salinitate între salinitatea apelor dulci și a celor marine, puțin sărat.
- schelet:

- ansamblul elementelor mai dure ale solului, care rezistă eroziunilor;
- fracțiune granulometrică a solului, din elemente minerale mai mari de 2 mm.
- scoarța terestră -  învelișul solid exterior al Pământului, având o grosime variabilă (10km sub oceane-120km sub placa continentală), fiind cuprinsă de la exteriorul Globului Pământesc până la discontinuitatea lui Mohorovičić (vezi și litosferă).
- scochină:

-  cale adâncă și îngustă (datorată eroziunii apelor de munte); albie naturală, de scurgere a apelor de ploaie;
- urmă lăsată de șuvoaiele de apă ce vin de la munte, în urma ploilor.
- scut - porțiune întinsă dintr-o platformă unde ies la suprafață rocile fundamentului cutat; vezi și cratogen.
- sedimentare - totalitatea proceselor fizice, chimice și biologice care se desfășoară la suprafața scoarței terestre și în urma cărora are loc depunerea unor fragmente sau particule de minerale, roci, organisme etc. din care provin rocile sedimentare.
- seismograf:

- aparat care înregistrează grafic, în mod automat, momentul, durata și intensitatea mișcărilor seismice;
- aparat folosit în prospecțiuni geofizice, cu ajutorul căruia se înregistrează vibrațiile produse de anumite explozii subterane provocate în scopuri științifice.
- seismometru - aparat care indică momentul, durata și intensitatea undelor seismice.
- sfalerit - vezi blendă.
- silice - forma naturală a dioxidului de siliciu și care intră în compoziția a diverse roci.
- silex - rocă silicioasă dură, de culoare cenușie, gălbuie sau brună; vezi și cremene.
- sinclinal - cută a stratelor din scoarța Pământului care prezintă aspectul unei albii cu concavitatea îndreptată în sus; vezi și anticlinal.
- singenetic - (despre mineralele din rocile sedimentare) care s-a format concomitent cu sedimentele.
- sohodol - vale lipsită de apă întâlnită, în general, în zonele calcaroase.
- solidificare, fază de ~ - vezi pedogeneză, fază de ~.
- sondaj - cercetare a solului sau a subsolului pentru determinarea proprietății rocilor, găsirea (și extragerea) unor substanțe utile etc.
- sorb - loc de pierdere în pământ a unui curs de apă situate sub oglinda acestuia și în care scurgerea apei se face sub presiune (vezi și ponor).
- spodsoluri - clasă de soluri montane cu orizont intermediar, bogat în fier și aluminiu (adesea și în materie organică) migrate din orizontul superior; cuprinde tipurile: sol brun podzolic (sol premergător podzolului); podzolic (care duce la formarea podzolului) și podzolul.
- stație seismică -  complex de aparatură pentru înregistrarea undelor seismice.
- stibină - vezi stibnit.
- stibnit - sulfură naturală de stibiu, cristalizată în sistemul rombic, cu formula chimică Sb2S3; alte denumiri: antimonit, stibină.
- stilbit - vezi desmin.
- strat - depozit de roci sedimentare sau metamorfice cu o compoziție relativ omogenă, care se găsește, sub forma unei pânze, între alte depozite.
- subetaj - succesiune de strate corespunzând unei subdiviziuni a unui etaj geologic.
- subsidență - scufundarea treptată a unui bazin de sedimentare, însoțită de acumulări importante de sedimente.
- suprafață de ablație - vezi zonă de ablație.
- suprafață de eroziune - vezi nivel de eroziune.

## Ș
- șanț - săpătură efectuată în lungime pentru a avea acces la roci situate în adâncime.
- șariaj (pânză de) - structură geologică în care pachete de roci mai vechi sunt împinse peste roci mai noi (pe distanțe de zeci de kilometri) în mișcările tectonice.
- șisturi - roci metamorfice alcătuite din diverși silicați și care se infățișează, în general, ca niște imense foi de lame.
- șisturi bituminoase - minerale utile constituite din substanță organică și minerală.
- șisturi cristaline - rocă având textura șistoasă formată prin recristalizare, în condițiile metamorfismului regional.

## T
- taluz continental - zonă submarină situată între platforma continentală și fundul oceanului; alte denumiri: povârniș continental, pantă continentală, abrupt continental.
- talveg - linia celei mai mari pante de pe cursul unei văi, corespunzând cu linia vitezei maxime a apei curgătoare.
- terasă - formă de relief cu aspect de treaptă, provenită din ridicarea scoarței pământului sau ca rezultat al eroziunii apelor în lungul unei ape curgătoare.
- terigen - (despre unele depozite marine) format din materiale aduse de pe uscat.
- termocarst - fenomen care dă naștere la forme de relief negative prin topirea zăpezii în zonele polare.
- termoclină - zonă termică dintr-un lac adânc, care separă două straturi de apă la temperaturi diferite.
- tinov - mlaștină de turbă cu o arie de răspândire limitată și cu vegetație caracteristică.
- transfluență - trecere a unei limbi glaciare sau a unei părți dintr-o vale în alta, peste o porțiune joasă a interfluviului.
- transgresiune (sau transgresie marină) - proces de înaintare a apelor marine peste o porțiune de uscat, fie datorită creșterii nivelului mării, fie unor mișcări de ridicare a scoarței terestre; vezi și regresiune.
- trepte glaciare - porțiuni din albia văii glaciare cu pantă mică, despărțite între ele prin praguri glaciare.
- tuf - rocă vulcanogenă-sedimentară, formată prin acumularea și consolidarea cenușilor vulcanice.
- turbă:

- depozit organic din resturi vegetale incomplet descompuse;
- cărbune inferior de culoare cafenie-închisă sau neagră, format prin descompunerea lentă a plantelor din mlaștini și întrebuințat drept combustibil și ca îngrășământ.

## U
- uluc glaciar - vale cu fundul rotunjit, format prin eroziune glaciară, locul unde curgea ghețarul.
- unde seismice - unde elastice care se răspândesc în scoarța terestră, fiind provocate de cutremure sau de explozii artificiale; pornesc din epicentru și prin intermediul acestora cutremurul se propagă în interiorul și la suprafața Pământului.
- uniformitarism - vezi actualism.

## V
- vale epigenetică - valea unui râu săpată în regiuni cu formațiuni geologice constituite dintr-o alternantă de roci dure și moi, de vârste diferite.
- vale glaciară - vale largă cu profil transversal în formă de “U”, formată prin eroziunea ghețarilor; în cadrul acesteia se disting: circul glaciar (fosta zonă de acumulare a zăpezii) în partea de sus și ulucul glaciar (locul unde s-a scurs ghețarul, iar în lungul văii glaciare se remarcă trepte și praguri.
- vale oarbă - vale carstică închisă la capătul inferior, unde se află, de obicei, un sorb.
- vârstă - cea mai mică subdiviziune a timpului geologic, în decursul căreia s-a format un complex de straturi grupate într-un etaj geologic.
- vulcanism:

- vezi activitate vulcanică;
- teorie care atribuie acțiunii focului starea actuală a globului terestru.
- vută - creasta unui anticlinal.

## Z
- zăcământ - ansamblu de straturi de cărbune sau de alte minereuri, de grosimi diferite și fără delimitare precisă, conținând cantități mari de substanțe utile.
- zănoagă - vezi circ glaciar.
- zonă de ablație - zona de joasă altitudine a unui ghețar la care cantitatea de apă solidă pierdută, sub varii forme, este egalată de cantitatea de apă solidă câștigată, sub formă de zăpadă sau gheață sau orice altă formă de precipitații solide; altă denumire: suprafață de ablație.
- zonă de alterare - partea superioară a litosferei până unde pătrunde apa, contribuind la alterarea rocilor; depozitele rezultate prin alterare se numesc alterite.
- zonă de capilaritate - zona (variabilă în adâncime) la nivelul căreia se produc anumite fenomene între apa freatică și stratul acvifer, datorită forțelor intermoleculare.
- zonă de cementație - zonă din scoarța terestră în care se produce îmbogățirea în sulfuri secundare a unui zăcământ de sulfuri primare.